# Хамонтово
Хамонтово — деревня в Колчановском сельском поселении Волховского района Ленинградской области.

## История
На карте Санкт-Петербургской губернии Ф. Ф. Шуберта 1834 года упоминается деревня Хамонтово и близ неё деревни Наволок и Горка.

ХАМАНТОВО — деревня принадлежит действительному статскому советнику Дивову и гвардии поручику Головину, число жителей по ревизии: 49 м. п., 40 ж. п.. (1838 год)

На карте Ф. Ф. Шуберта 1844 года отмечена деревня Хамонтово.

ХАМАНТОВО — деревня генерала Теляковского, коллежского асессора Головина и господина Львова, по просёлочной дороге, число дворов — 12, число душ — 44 м. п. (1856 год)

ХАМАНТОВО — деревня владельческая при реке Сяси, число дворов — 13, число жителей: 53 м. п., 74 ж. п.; Часовня православная. Волостное правление. Обывательская станция.

ГОРКА СЕЛЬЦО — мыза владельческая при реке Сяси, число дворов — 2, число жителей: 8 м. п., 12 ж. п. (1862 год)

В 1866—1867 годах временнообязанные крестьяне деревни выкупили свои земельные наделы у графа И. И. Головина и стали собственниками земли.

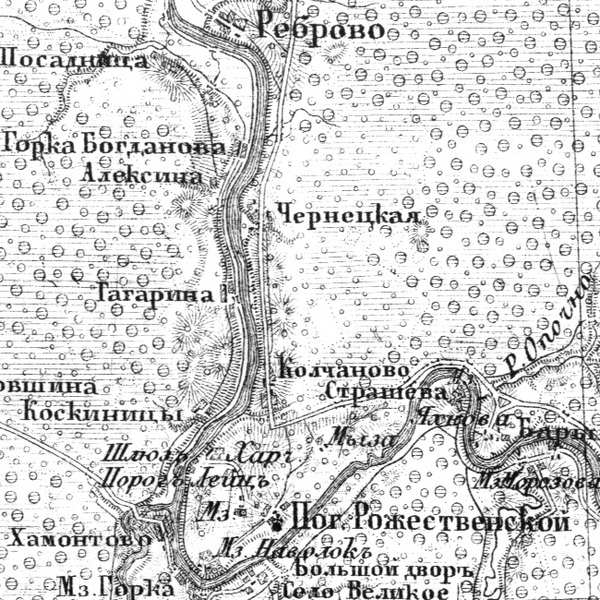
Деревня Хамонтово на карте Ф. Ф. Шуберта 1872 года

Согласно военно-топографической карте 1872 года к югу от деревни находилась мыза Горка.
В 1884 году временнообязанные крестьяне выкупили свои земельные наделы у Н. Е. Львова.
Сборник Центрального статистического комитета описывал её так:

ХАМАНТОВА — деревня бывшая владельческая при реке Сяси, дворов — 18, жителей — 135;
 волостное правление, школа, 2 лавки, ярмарка 24 июня и 25 декабря. (1885 год)

Согласно материалам по статистике народного хозяйства Новоладожского уезда 1891 года имение при селении Хамантово площадью 34 десятины принадлежало местному крестьянину П. С. Жигалеву, имение было приобретено до 1868 года, в имении работала мелочная лавка; второе имение площадью 825 десятин, принадлежало местному крестьянину И. Егорову, имение было приобретено в 1879 году за 4000 рублей; третье имение площадью 53 десятины, принадлежало наследникам мещанина К. И. Исакова, имение было приобретено в 1876 году за 550 рублей; четвёртое имение площадью 53 десятины, принадлежало мещанину С. Я. Угарову, имение было приобретено в 1876 году за 550 рублей.
В конце XIX — начале XX века деревня административно относилась к Хамонтовской волости 2-го стана Новоладожского уезда Санкт-Петербургской губернии.
По данным «Памятной книжки Санкт-Петербургской губернии» за 1905 год деревня называлась Хамантово и входила в состав Хамантовского сельского общества.
Согласно военно-топографической карте Петроградской и Новгородской губерний издания 1915 года близ деревни Хамонтово находилась мыза Горка.
Земли мызы Горка площадью 2279 десятин принадлежали жене гдовского купца Марии Тимофеевне Эберт, а также 628 десятин — гвардии ротмистру Ивану Александровичу Леману.
С 1917 по 1927 год деревня Хамонтово входила в состав Хамонтовского сельсовета Хамонтово-Колчановской волости Волховского уезда.
С 1927 года в составе Волховского района.
С 1928 года в составе Колчановского сельсовета.
По данным 1933 года деревня называлась Хамантово и входила в состав Колчановского сельсовета Волховского района Ленинградской области.
С 1946 года в составе Новоладожского района.
С 1950 года в составе Ежовского сельсовета.
С 1954 года вновь в составе Колчановского сельсовета.
В 1958 году население деревни Хамонтово составляло 263 человека.
С 1963 года в составе Волховского района.
По данным 1966, 1973 и 1990 годов деревня Хамонтово также входила в состав Колчановского сельсовета Волховского района.
В 1997 году в деревне Хамонтово Колчановской волости проживали 50 человек, в 2002 году — 56 человек (все русские — 96 %).
В 2007 году в деревне Хамонтово Колчановского СП — 36, в 2010 году — 40 человек.

## География
Деревня расположена в центральной части района на автодороге 41К-061 (Колчаново — Бор).
Расстояние до административного центра поселения — 8 км.
Близ деревни проходит железнодорожная линия Волховстрой I — Лодейное Поле. Расстояние до ближайшей железнодорожной платформы Хамонтово (141 км) — 1 км.
Деревня находится на левом берегу реки Сясь и обоих берегах реки Лынна.

## Демография
| 1838 | 1862 | 1885 | 1997 | 2002 | 2007 | 2010 |
| ---- | ---- | ---- | ---- | ---- | ---- | ---- |
| 89   | ↗127 | ↗135 | ↘50  | ↗56  | ↘36  | ↗40  |
| 2013 | 2017 |      |      |      |      |      |
| ↗41  | ↘26  |      |      |      |      |      |

### Национальный состав
Согласно данным Всероссийской переписи населения 2021 года в деревне проживал 21 человек, все русские.